# Gevangenpoort (Maastricht)
De Gevangenpoort, ook wel (Oude) Hochterpoort, Stenenpoort, Oude of Grote Poort genoemd, was een stadspoort in de Nederlandse stad Maastricht. De poort was onderdeel van de eerste stadsmuur van Maastricht en was gelegen op de zuidwesthoek van de Markt, naast de Lakenhal. De poort vormde de belangrijkste toegang tot de stad vanuit het noordwesten (Hocht, Maaseik, 's-Hertogenbosch). De oorspronkelijke poort dateerde uit de 13e eeuw, maar werd in de loop der eeuwen diverse malen vernieuwd. Vanaf de 14e eeuw was de poort in gebruik als gevangenis. De poort werd in 1655 gesloopt voor de bouw van het nieuwe stadhuis van Maastricht.

## Geschiedenis

### Bouw eerste middeleeuwse stadsmuur
Over het precieze bouwjaar van de oudste middeleeuwse stadsmuur van Maastricht is geen duidelijkheid. In 1229 gaf de hertog van Brabant toestemming om een stenen muur om de stad te bouwen. Eerder was er al een aarden wal opgeworpen met daarop palissaden, maar deze was door de bisschop van Luik, medeheer van het tweeherige Maastricht, verwoest tijdens het Beleg van Maastricht (1204). Waarschijnlijk werd in 1229 begonnen met de bouw van stenen stadspoorten en waltorens, met elkaar verbonden door aarden wallen die in de loop van de 13e eeuw geleidelijk versteend werden. De nieuwe muur op de linker Maasoever bestond uit kolenzandsteen, strekte zich uit over een lengte van ongeveer 2,4 kilometer, was 6 à 8 meter hoog en had in totaal dertien stadspoorten, twee waterpoorten en een onbekend aantal muurtorens. Van de grotere poorten is alleen de Helpoort overgebleven.
De Gevangenpoort was onderdeel van de eerste middeleeuwse stadsmuur, die zich aan deze kant van de stad naar het westen toe uitstrekte langs de Grote Gracht in de richting van de Tweebergenpoort, en naar het oosten langs de Kleine Gracht in de richting van de Veerlinxpoort aan de Maas. Op de huidige Markt bevond zich nog een tweede, kleinere poort: de Leugenpoort op de noordoostelijke hoek. Beide poorten, met de verbindende stadsmuur en de Lakenhal, vormden de scheiding tussen de Zaterdagmarkt en de Houtmarkt. De Gevangenpoort gaf vanaf de Spilstraat toegang tot de voornaamste noordwestelijke uitvalsweg van de stad, de latere Boschstraat.
De Grote of Gevangenpoort werd waarschijnlijk omstreeks 1230 gebouwd. De poort werd voor het eerst genoemd in 1309 als Groete Port. De oude namen Grote Poort en Stenenpoort duiden op het belang van de poort. Blijkbaar waren er aanvankelijk ook poorten die niet van steen waren.

### De Gevangenpoort als gevangenis

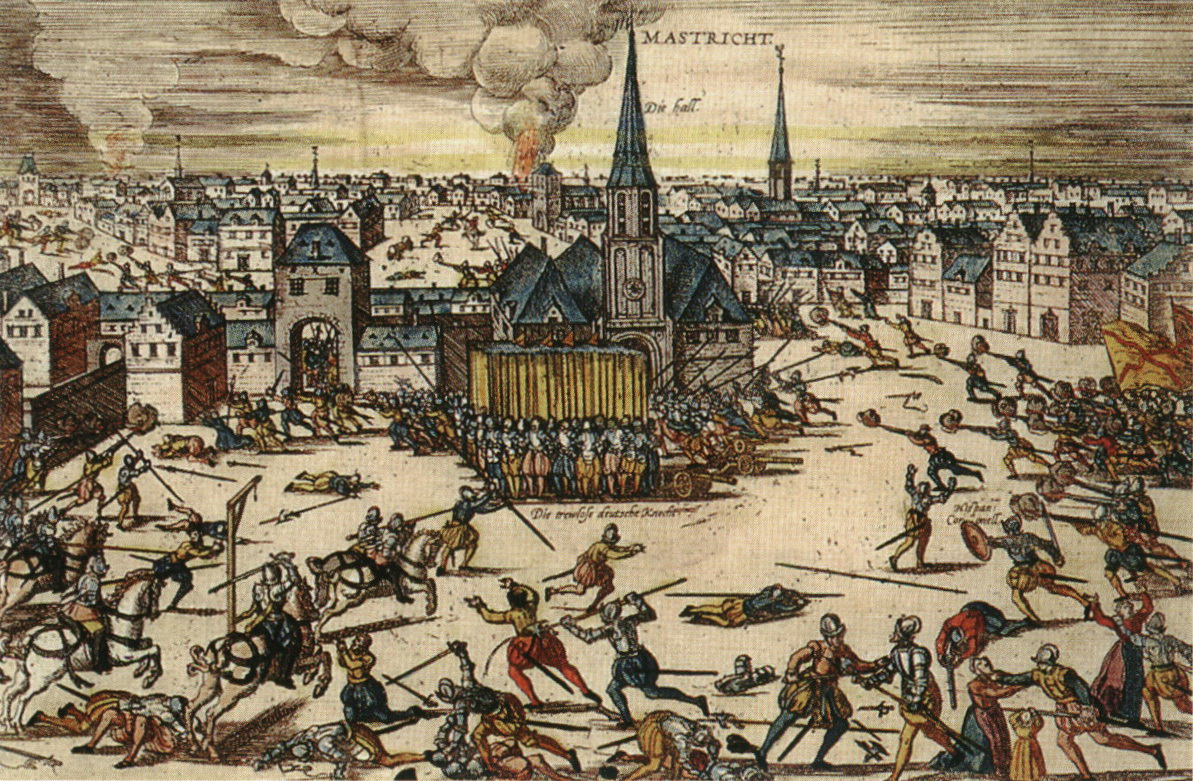
De Gevangenpoort (links) tijdens de Spaanse Furie van 1576

Na de ingebruikname van de tweede middeleeuwse stadsmuur in 1380 fungeerde de eerste muur nog enkele eeuwen als reserveverdedigingslinie. Voor de Grote Poort gold dat de taak van noordelijke toegangspoort vanaf dat moment werd overgenomen door de nieuwe Boschpoort en Lindenkruispoort. Al vanaf 1306 werd de Grote Poort gebruikt als gevangenis. Vanaf de 14e eeuw wordt om die reden meestal gesproken van de Criminelen- of Gevangenpoort. Ook andere poorten zoals de Leugenpoort, de Veerlinxpoort en later de Sint-Pieterspoort hadden dezelfde functie. Door haar ligging op de Markt en aan belangrijke uitvalswegen had de Gevangenpoort tevens een ceremoniële functie. In de 14e en 15e eeuw werden de nieuwe proosten van Sint-Servaas hier door de leden van het kapittel opgehaald. Daarbij kregen de gevangenen in de Gevangenpoort traditioneel hun vrijheid en begaven zich vervolgens in processie (met de Noodkist) naar de Sint-Servaasbasiliek.
Ook al was het belang ervan verminderd, men bleef de eerste muur en de oude stadspoorten zeker tot de 16e eeuw onderhouden. Wel werd in vredestijd toegestaan dat de oude poorten als leuben voor de ambachten dienstdeden. In 1418 kregen de jonge voetboogschutters het recht om in de Grote Poort te vergaderen. Een deel van het gebouw was sinds de 15e eeuw in gebruik als buskruitmagazijn. Naast de Gevangenpoort stond in de 16e eeuw een galg. In 1535, tijdens het Wederdopersoproer, werden in de poort vermeende ketters opgesloten, waarvan er 15 werden terechtgesteld op het Vrijthof. In 1597 was het belang van de oude muur op de Markt dusdanig verminderd, dat het geen probleem bleek achter de Lakenhal een derde poortopening te maken. In 1632 werden de poortdoorgangen van zowel de Boschpoort als de Gevangenpoort vergroot, zodat hooiwagens beter zouden kunnen passeren.
Volgens de oudste Maastrichtse stadsplattegrond in de stedenatlas Civitates orbis terrarum van Braun en Hogenberg uit 1575 bestond de poort uit een rechthoekig bouwwerk met een hoogopgaand dak en twee ronde poorttorens met torenspitsen. Vreemd genoeg zien zowel de Lakenhal als de Gevangenpoort er totaal anders uit op een prent van de Spaanse Furie uit dezelfde periode, die ook aan Frans Hogenberg wordt toegeschreven. Bij de poort ontbreken de flankerende torens. Op de stadsplattegrond in de Atlas van Loon uit 1652, die op de kaart van Braun en Hogenberg is gebaseerd, heeft de poort weer twee torens. Aangezien eerstgenoemde plattegrond gebaseerd is op tekeningen van de Maastrichtse kanunnik Simon de Bellomonte, mag aangenomen worden dat deze het meest met de werkelijkheid overeenkwam. Anderzijds meldde de Franse reiziger Philippe de Hurges, die in 1615 Luik en Maastricht bezocht, dat de poort op de Houtmarkt (de Gevangenpoort dus) sterk leek op die van Sint-Pieter (de Sint-Pieterspoort). Van alle poorten vond hij die twee het meest indrukwekkend, omdat ze er als burchten uitzagen met vier hoektorens.

### Sloop Gevangenpoort en ontmanteling vesting
In 1655 werd de Gevangenpoort gesloopt voor de bouw van het Stadhuis van Maastricht. De eerste plannen voor een nieuw stadhuis dateerden al uit de late 16e eeuw, maar konden vanwege de oorlogssituatie niet worden gerealiseerd. In 1655 gaf de raad van Maastricht de opdracht tot de bouw van een nieuw stadhuis aan Pieter Post. Post koos voor het midden van de Markt, tegen de wens van de Luikse bestuurders, die een plaatsing in een marktwand prefereerden. Voor het plan van Post moesten behalve de Gevangenpoort, de Lakenhal met Belfort, de Leugenpoort, een gedeelte van de eerste stadsmuur en enkel huizen op de Markt wijken. Door de sloop verdween de scheiding tussen de Zaterdagmarkt en de Houtmarkt en ontstond een min of meer vierkant marktplein, waarop centraal het nieuwe raadhuis gebouwd kon worden. De stenen van de afgebroken Gevangenpoort werden gebruikt voor de fundamenten van het stadhuis.
In de 18e eeuw verdwenen ook de meeste andere poorten van de eerste stadsmuur: in 1734 werden de Tweebergenpoort (deels), de Lenculenpoort en de Minderbroederspoort, wegens bouwvalligheid afgebroken. In 1772 viel ook de Looierspoort onder de slopershamer. Door de aanleg van het Kanaal Luik-Maastricht in 1845-'50 verdwenen ook een aantal poorten langs de Maas. Na de opheffing van de vestingstatus van Maastricht in 1867 werden in opdracht van het Ministerie van Oorlog grote delen van de middeleeuwse stadsmuren en de meeste buitenwerken geslecht. De overgebleven stadspoorten van Maastricht verdwenen tussen 1867 en 1874 op een na. De afbraak van de stadsmuren ging nog door tot begin 20e eeuw. Door toedoen van Victor de Stuers en anderen bleven hier en daar delen van de eerste en tweede wal gespaard.

## Cultuurhistorisch erfgoed
Van de Gevangenpoort is niets meer over. Er bestaat geen enkele nauwkeurige tekening van de poort. Bij de afbraak van de poorttoren in de 17e eeuw hebben geen opgravingen of opmetingen plaatsgevonden. Het afbraakpuin van de poort is verwerkt in de fundering van het stadhuis.
In de omgeving van de Markt bevinden zich wel nog wel enkele restanten van de eerste stadsmuur, met name achter de huizen aan Grote Gracht 1 t/m 27 ("Preekherengang"), achter de panden Markt 37 t/m 40, en op de erfafscheiding van de huizen aan Kleine Gracht 1-43 en Gubbelstraat 26-36. Alleen het gedeelte aan de Preekherengang is zichtbaar vanaf de straat. Verder herinneren de namen van Grote en Kleine Gracht aan het bestaan van de middeleeuwse muur (en gracht) in dit deel van de stad.

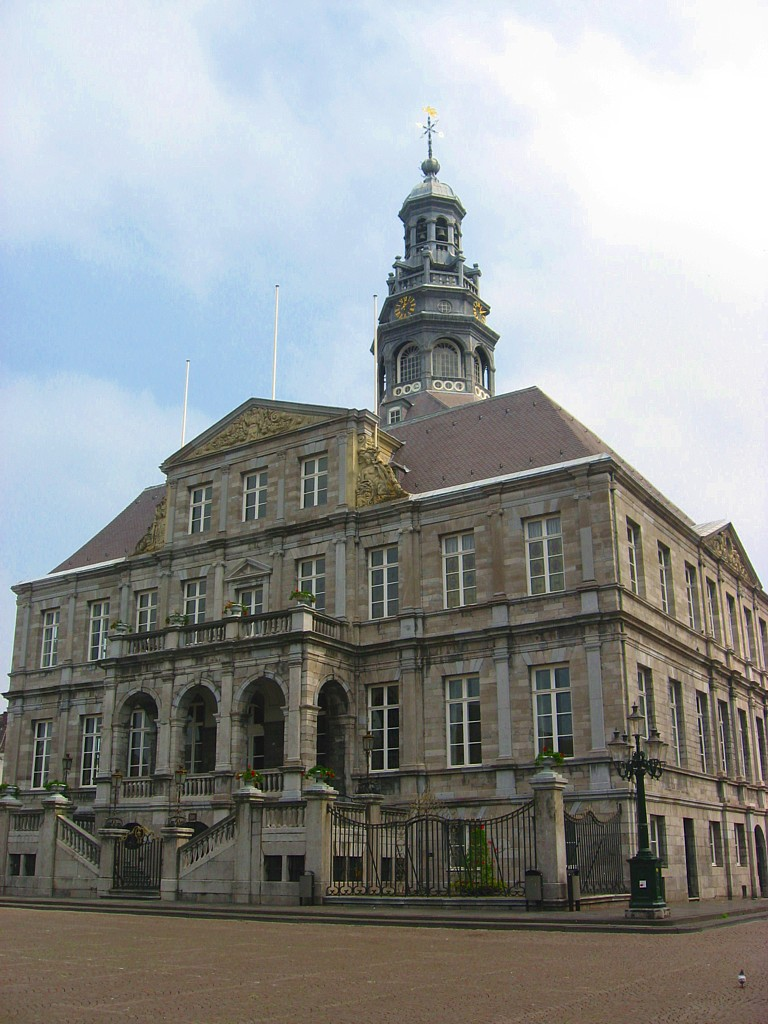
Stadhuis
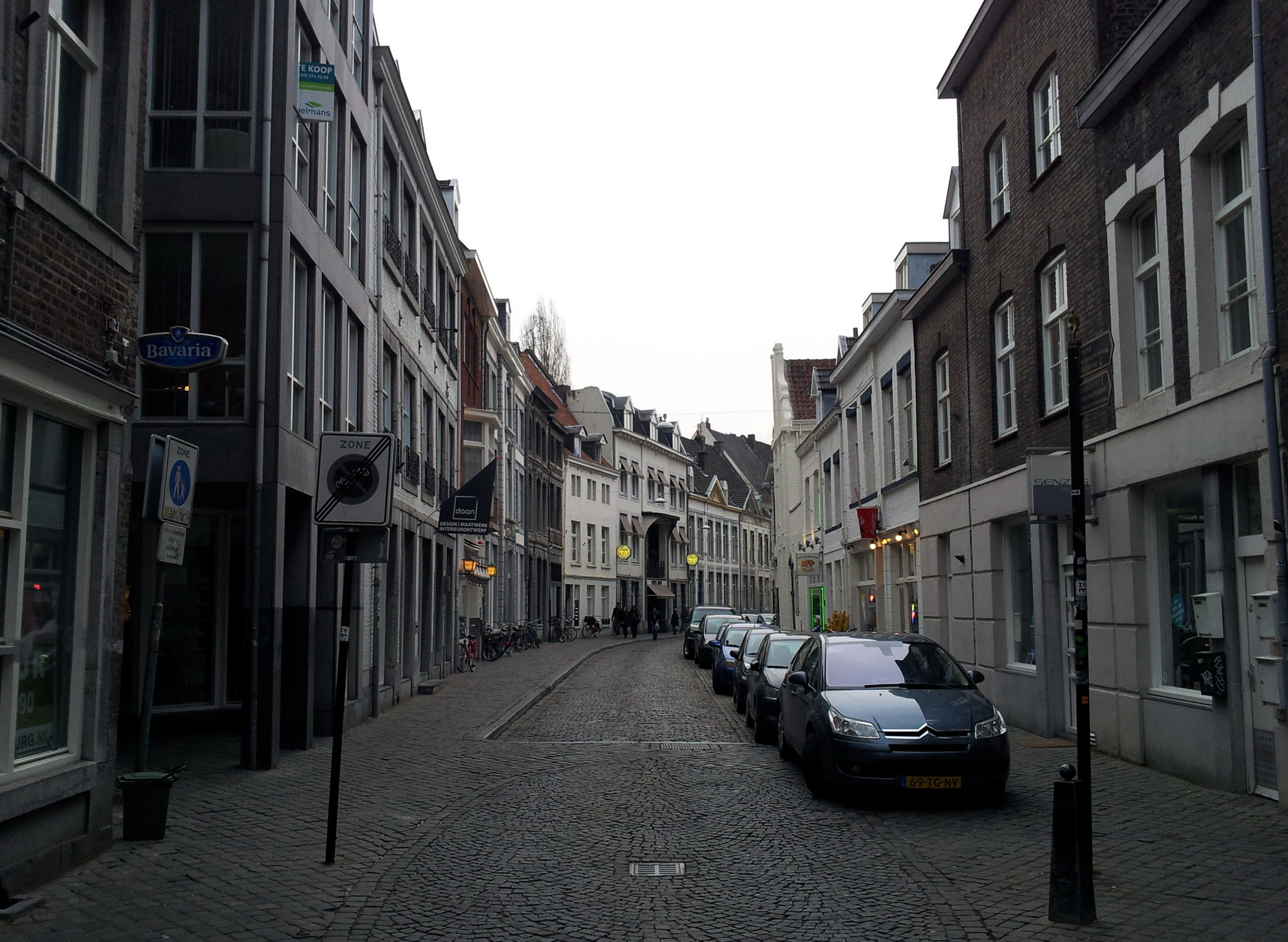
Kleine Gracht
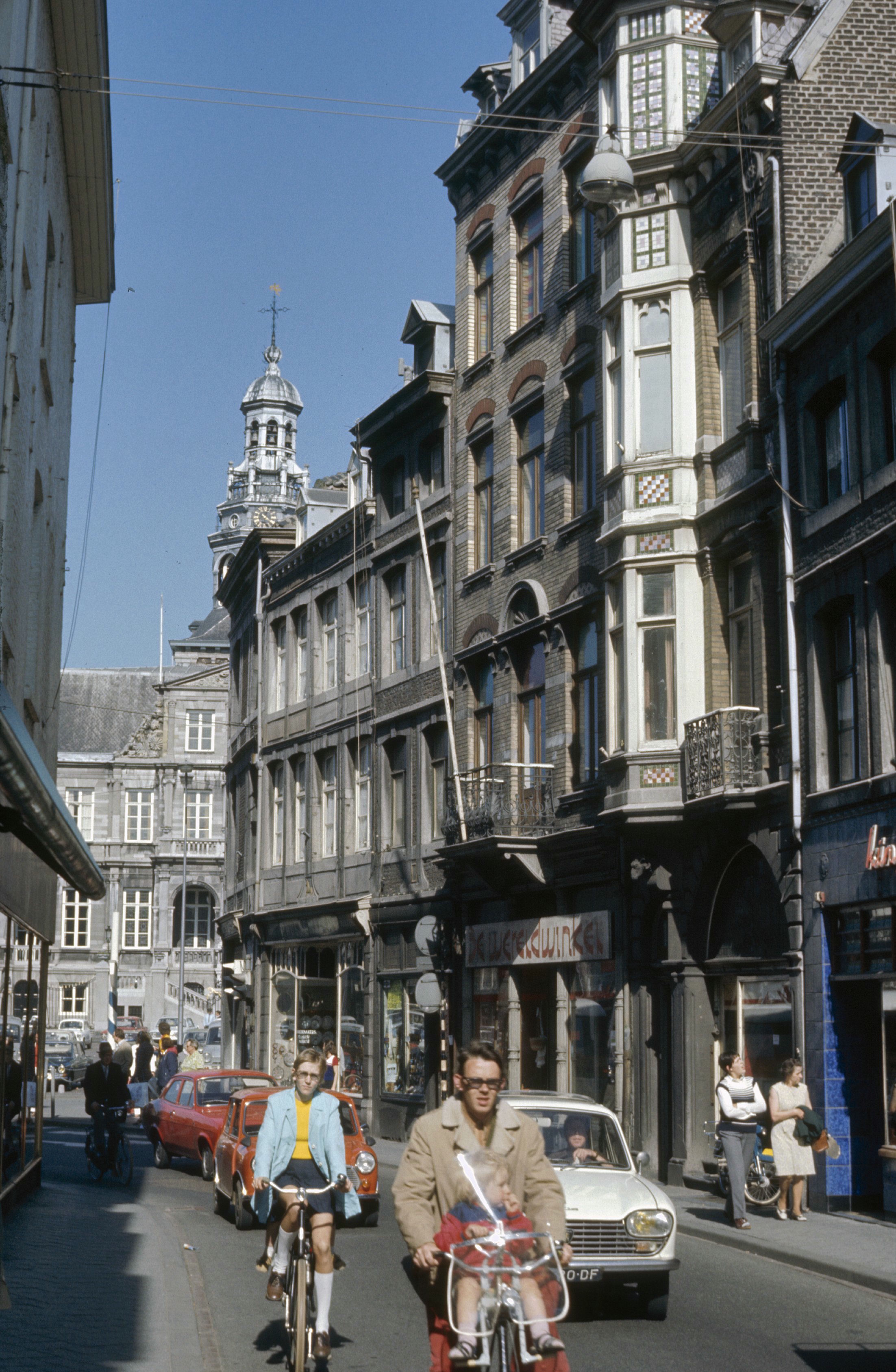
Grote Gracht
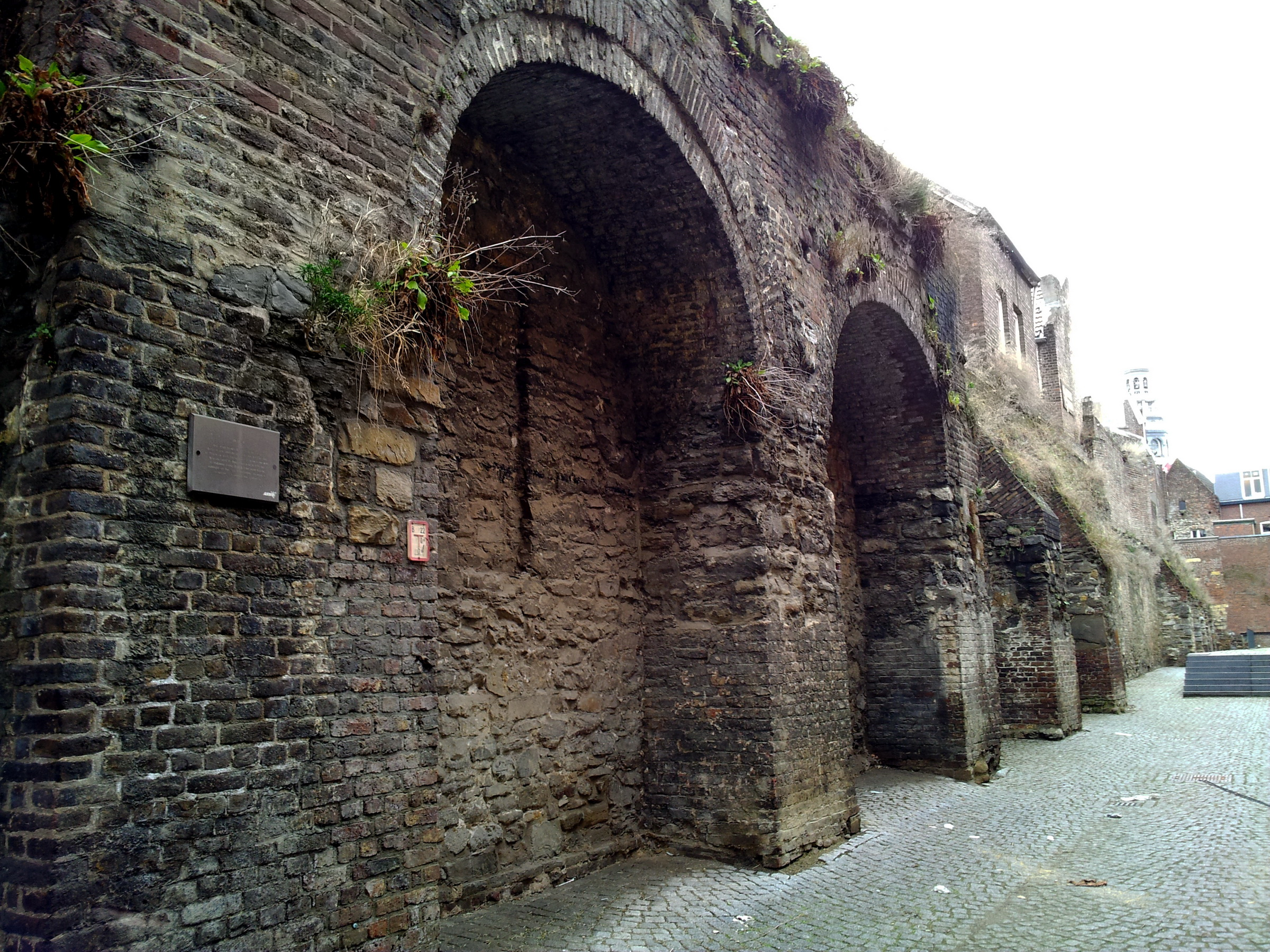
Stadsmuur Preekherengang